# 1262年
| 千纪： | 2千纪 |
| 世纪： | 12世纪 \| 13世纪 \| 14世纪                                                                                 |
| 年代： | 1230年代 \| 1240年代 \| 1250年代 \| 1260年代 \| 1270年代 \| 1280年代 \| 1290年代                           |
| 年份： | 1257年 \| 1258年 \| 1259年 \| 1260年 \| 1261年 \| 1262年 \| 1263年 \| 1264年 \| 1265年 \| 1266年 \| 1267年 |
| 纪年： | 壬戌年（狗年）；蒙古中统三年；南宋景定三年；越南紹隆五年；日本弘長二年                                     |

## 大事记
- 2月22日——李璮乘忽必烈與阿里不哥作戰之機起兵反蒙，以漣、海三城獻于宋，還軍益都，佔據濟南。
- 忽必烈命宗王哈必赤與右丞相史天澤專征李璮，濟南被圍四月，李璮被史天澤斬於軍前。
- 孟萊王成立蘭納泰王國的第一個首都清萊。

## 出生
- 元顯宗甘麻剌
- 拉斯洛四世，匈牙利国王

## 逝世
- 李璮，紅襖軍首領李全之子，蒙元時期軍閥。